# David Lagercrantz
David Lagercrantz, né le 4 septembre 1962 à Solna, est un journaliste et auteur de best-sellers suédois, connu notamment pour avoir écrit une biographie de Zlatan Ibrahimović ainsi que les romans policiers Ce qui ne me tue pas, La Fille qui rendait coup pour coup et La Fille qui devait mourir, suites de la série littéraire Millénium de Stieg Larsson.

## Vie familiale et personnelle
David Lagercrantz a grandi dans les principaux cercles journalistiques et intellectuels de Suède. Il a pour parents l'éditeur et professeur de littérature suédois Olof Lagercrantz et son épouse Martina Ruin, fille du philosophe Hans Ruin. Il grandit à Solna et à Drottningholm près de Stockholm, avec ses frères et ses sœurs, dont fait partie l'actrice et diplomate Marika Lagercrantz. La famille descend d'une branche cadette de la famille noble sans titre suédoise Lagercrantz et est également membre de la Swedish House of Nobility. Par sa grand-mère paternelle et via la branche suédoise du clan Hamilton, il est aussi un descendant de l'historien et poète du XIXe siècle Erik Gustaf Geijer.
David Lagercrantz a décrit ses origines et son milieu aisé comme problématique et comme une cause d'antagonisme, dans un environnement littéraire et journalistique dominé par des auteurs de la gauche radicale dans la Suède du début des années 1980, bien que lui-même ait des idées politiques de gauche. En conséquence, il s'est largement retiré du débat intellectuel et de la "sphère des pages culturelles" pendant sa carrière de journaliste.
David Lagercrantz est marié à la journaliste et directrice de la rédaction de la radio Dagens Eko Anne Lagercrantz avec qui il a trois enfants.
Il est le cousin du politicien et économiste du Parti de gauche suédois Johan Lönnroth.[réf. nécessaire]

## Journaliste
David Lagercrantz étudie la philosophie et la religion à l'université et sort diplômé de l'école de journalisme de Göteborg. Son premier travail de journaliste fut pour le magazine interne du constructeur automobile Volvo. Il part ensuite pour le quotidien tabloïd Expressen et travaille jusqu'en 1993 comme journaliste criminel, couvrant quelques-unes des affaires criminelles les plus importantes de la fin des années 1980 et début des années 1990 en Suède, notamment les meurtres Åmsele.

## Auteur
Son premier livre sort en 1997, une biographie de l'aventurier et alpiniste suédois Göran Kropp (1966 - 2002).
En 2000 est publiée sa biographie de l'inventeur Håkan Lans, Ett svenskt geni. Le succès littéraire arrive avec Indécence manifeste, un roman inspiré de la vie du mathématicien britannique Alan Turing.

### Moi, Zlatan Ibrahimović

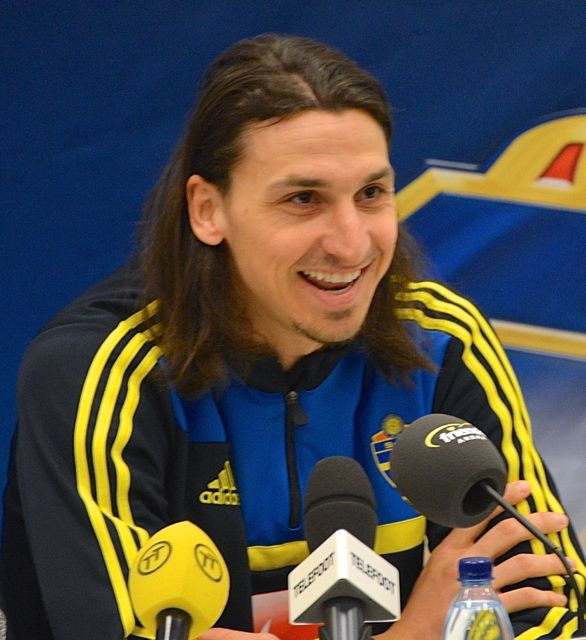
Zlatan Ibrahimović

En novembre 2011, sa biographie I am Zlatan Ibrahimović est publiée. Lagercrantz y est crédité en tant que prête-plumes ou ghostwriter.  Selon Lagercrantz, le livre est basé sur près de 100 heures d'entrevues avec  Ibrahimović à Milan. Lagercrantz a choisi d'aborder le sujet comme un roman, plutôt que comme une biographie journalistique classique, et a affirmé plus tard que les propos d'Ibrahimović' ne sont pas des citations, mais plutôt une tentative de retranscrire l'"Ibrahimović littéraire", concept à propos duquel Ibrahimović était sceptique au départ. Lagercrantz avait expliqué à Ibrahimović qu'il avait trouvé la biographie de David Beckham ennuyeuse, ce à quoi le footballeur suédois avait répondu : "Who the f--- is Beckham?". L'édition suédoise s'est vendue à  500,000 exemplaires avant Noël 2011, ce qui constitue le meilleur résultat de tous les temps en Suède selon selon l'agence Bonnier Group Agency. Les droits ont été vendus dans plus de 30 pays. La biographie a été nommée pour le prix Augustpriset en 2012.
Dans le Financial Times, Simon Kuper a comparé le livre à Portnoy's Complaint de Philip Roth et a établi des comparaisons entre le vécu des personnages principaux comme membres de minorités et de marginaux luttant pour être reconnus et acceptés dans la société, qualifiant le livre de meilleure biographie de footballeur de ces dernières années.

### Suite de la trilogieMillénium
En décembre 2013 la maison d'édition suédoise Norstedts annonce que David Lagercrantz a été engagé pour écrire le quatrième roman de la série Millénium, série de romans policiers, dont l'auteur originel est Stieg Larsson (1954–2004). Le roman est publié à minuit dans la nuit du 26-27 août 2015, à l'occasion des dix ans du premier roman Millénium. Selon l'éditeur, le livre est un roman indépendant, une suite basée sur les personnages de Larsson mais sans utiliser les manuscrits et notes incomplets qu'il a laissés à sa mort.
David Lagercrantz, néanmoins, indique dans une interview pour Aftonbladet qu'il avait récupéré à son profit quelques points et bribes d'histoire laissés en suspens dans la trilogie déjà publiée,. Il annonce en janvier 2015 avoir terminé la version préliminaire. Le titre suédois est Det som inte dödar oss, traduit littéralement en Ce qui ne me tue pas.
David Lagercrantz indique en octobre 2015 qu'il écrira deux autres romans de la série Millénium dont les publications sont déjà prévues en 2017 et en 2019. En septembre 2017 paraît La Fille qui rendait coup pour coup, cinquième volume de la série. En août 2019 paraît La Fille qui devait mourir, sixième volume de la série.

## Œuvres

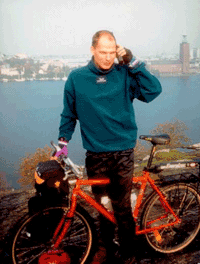
Göran Kropp (1995)

### Romans

#### SérieMillénium
1. Ce qui ne me tue pas, Actes Sud, coll. « Actes noirs », 2015 ((sv) Det som inte dödar oss, 2015)  (ISBN 978-2-330-08181-2)Réédition, Actes Sud, coll. « Babel noir » no 180, 2017 (ISBN 978-2-330-07678-8)
2. La Fille qui rendait coup pour coup, Actes Sud, coll. « Actes noirs », 2017 ((sv) Mannen Som Sökte Sin Skugga, 2017)  (ISBN 978-2-330-05390-1)Réédition, Actes Sud, coll. « Babel noir » no 228, 2019 (ISBN 978-2-330-12506-6)
3. La Fille qui devait mourir, Actes Sud, coll. « Actes noirs », 2019 ((sv) Hon som måste dö, 2019)  (ISBN 978-2-330-12544-8)Réédition, Actes Sud, coll. « Babel noir » no 253, 2021 (ISBN 978-2-330-14998-7)

#### SérieRekke & Vargas
1. Obscuritas, HarperCollins, coll. « HarperCollins noir », 2022 ((sv) Obscuritas, 2021)  (ISBN 979-10-339-1206-4)Réédition HarperCollins, coll. « Poche », 2023, 416 p. (ISBN 979-10-339-1433-4)
2. Memoria, HarperCollins, coll. « HarperCollins noir », 2023 ((sv) Memoria, 2023)
3. Tenebrae, HarperCollins, coll. « HarperCollins noir », 2025 ((sv) Post Mortem, 2025)

#### Romans indépendants
- (sv) Stjärnfall, 2001
- (sv) Där gräset aldrig växer mer, 2002
- (sv) Underbarnets gåta, 2003
- (sv) Himmel över Everest, 2005
- Indécence manifeste, Actes Sud, coll. « Actes noirs », 2016 ((sv) Syndafall i Wilmslow, 2009)  (ISBN 978-2-330-06073-2)Réédition, Actes Sud, coll. « Babel noir » no 195, 2018 (ISBN 978-2-330-09062-3)

### Biographies
- (sv) Göran Kropp 8000 plus, 1997
- (sv) Ett svenskt geni, 2000Biographie de Håkan Lans - Nouvelle édition révisée et augmentée en 2006
- Moi, Zlatan Ibrahimović, Jean-Claude Lattès, 2013 ((sv) Jag är Zlatan Ibrahimović, 2011)Crédité comme nègre de la biographie du footballeur Zlatan Ibrahimović

### Essais
- (sv) Änglarna i Åmsele, 1998Au sujet de l'affaire de triple meurtre de Åmsele